# Theodosio Bandeira Campos
Theodosio Bandeira Campos (Boa Esperança, ? - ?), foi um político brasileiro do estado de Minas Gerais. Foi deputado estadual em Minas Gerais, durante o período de 1955 a 1959 (3ª Legislatura), pelo PSD.